# Koji Yoshinari
Koji Yoshinari (født 19. maj 1974) er en tidligere japansk fodboldspiller.
Han har spillet for flere forskellige klubber i sin karriere, herunder Gamba Osaka.